# Eulepidotis suppura
Eulepidotis suppura är en fjärilsart som beskrevs av Dyar 1914. Eulepidotis suppura ingår i släktet Eulepidotis och familjen nattflyn. Inga underarter finns listade i Catalogue of Life.